# Flämischer Nationalverband

Verbandsabzeichen

Der Vlaamsch Nationaal Verbond (niederländisch für Flämischer Nationalverband), kurz VNV, war eine flämisch-nationalistische Partei in Belgien. Sie wurde 1933 gegründet und vereinte unterschiedliche ideologische Strömungen des flämischen Nationalismus. In Erscheinungsbild und Auftreten orientierte sich die Partei am Faschismus. Während der deutschen Besatzung Belgiens ab 1940 kollaborierte die Partei mit der Besatzungsmacht.

## Gründung und Programm
Nachdem die flämisch-nationalistischen Parteien bei den belgischen Wahlen stark an Stimmen verloren hatten, wurde der VNV 1933 unter Führung Staf De Clercqs mit der Absicht gegründet, eine Einheitspartei des flämischen Nationalismus zu bilden. Das am 8. Oktober 1933 veröffentlichte Parteiprogramm versuchte einen Kompromiss zwischen den verschiedenen Strömungen zu formulieren, die von rechtskonservativ über die klerikalfaschistische Bewegung Verdinaso bis zu einer offenen Befürwortung des deutschen Nationalsozialismus reichten. Letztlich setzten sich vor allem die radikalen Gruppen durch. Der VNV strebte einen autoritären korporatistischen großniederländischen Staat an, der Flandern, die Niederlande und die niederländischsprachigen Teile Nordfrankreichs vereinen sollte. Die Partei distanzierte sich jedoch zunächst ausdrücklich von Rassentheorien sowie dem Antisemitismus des ebenfalls aus dem flämischen Nationalismus hervorgegangenen Verdinaso.

## Teilnahme an Wahlen
Bei den belgischen Wahlen am 24. Mai 1936 erreichte die Partei mit 7,06 % ein beachtliches Resultat. Bei den letzten Vorkriegswahlen am 2. April 1939 erzielte der VNV mit landesweit 8,4 % der Stimmen sein bestes Wahlergebnis. Der VNV trat nur in den flämischen Provinzen Belgiens an. Dort waren die Ergebnisse durchweg zweistellig mit einem Spitzenwert in Limburg wo jeweils mehr als 24 % erreicht wurden.

## Beziehungen zu Deutschland
Obwohl es schon früh Kontakte flämischer Nationalisten ins nationalsozialistische Deutschland gab, die teilweise an die Flamenpolitik des Ersten Weltkriegs anknüpften, wurde der VNV nicht offiziell von Deutschland unterstützt. Dies hatte vor allem außenpolitische Gründe, da eine Einmischung in die belgische Innenpolitik die Rückkehr des Landes zur Neutralitätspolitik gefährdet hätte. Daneben ließen die katholische und parlamentarische Ausrichtung der Partei zunächst Konkurrenten wie den Verdinaso als geeignetere Verbündete erscheinen.
Ab 1935 interessierten sich sowohl das Reichspropagandaministerium als auch die Abwehr für Kontakte zum VNV, während das Auswärtige Amt sich gegen sie aussprach. Spätestens ab 1937 wurde die Parteizeitung "Volk en Staat" vom Propagandaministerium finanziell unterstützt. Daneben wurde in Koordination mit der Abwehr eine Organisation im belgischen Militär aufgebaut, die im Falle eines Krieges mit Deutschland, Sabotage verüben und belgische Soldaten vom Kampf abhalten sollte. Diese Organisation war allerdings kein Teil des VNV, sondern wurde vom Parteiführer Staf De Clercq persönlich koordiniert.

## Unter deutscher Besatzung

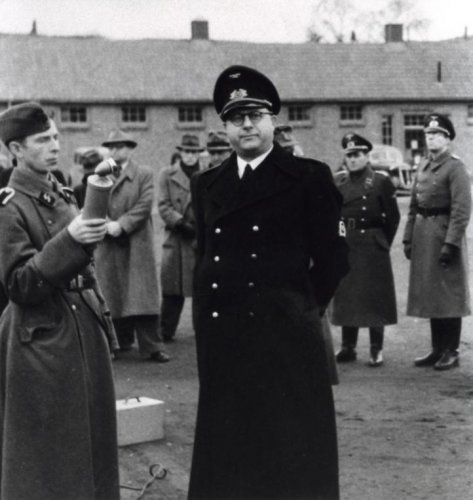
Hendrik Elias, 20. Dezember 1942

Nach der deutschen Invasion in Belgien im Jahr 1940 wurde der VNV zur wichtigsten Stütze der deutschen Militärverwaltung. Diese bediente sich der Partei vor allem bei der Besetzung von Posten. Den VNV-Mitgliedern Victor Leemans und Gérard Romsée wurde auf Betreiben der deutschen Militärverwaltung die Kontrolle über das Wirtschafts- und das Innenministerium übertragen. Auch auf der Ebene, der Provinzialverwaltung, sowie in Städten und Kommunen kam es in Flandern zu einer weitreichenden Machtübernahme durch VNV-Mitglieder oder der Partei nahestehende Personen. Dies galt ebenso für erst unter deutscher Besatzung entstandene Organisationen und Behörden. Bedeutsam war auch die militärische Kollaboration. Etwa 10.000 Flamen dienten in der Waffen-SS, etwa 8.000 im NSKK, ca. 10.000 in der Organisation Todt, weitaus die meisten waren über den VNV oder diesem nahestehende Organisationen geworben worden. Daneben existierten paramilitärische Gruppen, die teilweise in die Wehrmacht integriert waren und für den Schutz von Eisenbahnanlagen oder etwa Flugplätzen zuständig waren. Trotz der Bedeutung des VNV für die Besatzungsmacht, gelang es dem VNV nie als alleinige Kollaborationsbewegung in Flandern anerkannt zu werden.
Grund hierfür war vor allem die Unvereinbarkeit der großniederländischen Ausrichtung des VNV mit den großgermanischen Plänen Deutschlands. Mit der Allgemeinen SS Flandern und der DeVlag wurden von der Besatzungsmacht direkt in Konkurrenz zum VNV stehende Organisationen ins Leben gerufen. Die Konflikte mit SS/DeVlag, aber auch die wachsende Isolation in der belgischen Bevölkerung führten zu wachsender Frustration. Nachdem Parteigründer Staf de Clercq im Oktober 1942 plötzlich verstorben war, übernahm der gemäßigtere Hendrik Elias den Vorsitz. Unter seiner Führung wurde am 14. August 1943 jede Zusammenarbeit mit der SS verboten, was auch die Werbung für die Waffen-SS betraf. In einem Treffen mit Heinrich Himmler am 29. Februar 1944 forderte Elias die Auflösung der Allgemeinen SS Flandern und der DeVlag, was Himmler jedoch ablehnte. Nach der Befreiung Belgiens durch die Alliierten im September 1944 flohen Elias und die meisten Führungskader der Partei nach Deutschland. Nach Elias Weigerung an eine Flämischen Exilregierung unter Führung des DeVlag-Führers Jef Van de Wiele mitzuwirken, wurde er am 9. Januar 1945 interniert.